# Burkholderia cepecia
Burkholderia cepacia este un complex bacterian care infectează și putrezește rădăcinile la ceapă.